# 伊馬通山脈
伊馬通山脈是非洲東北部國家南蘇丹的山脈，位於該國東南部東赤道省，距離朱巴約190公里，最高點是海拔高度3,187米的基涅提峰，每年平均降雨量約1,500毫米。